# Мрежницький Бриг
45°25′ пн. ш. 15°29′ сх. д. / 45.42° пн. ш. 15.49° сх. д.
Мрежницький Бриг (хорв. Mrežnički Brig) — населений пункт у Хорватії, у Карловацькій жупанії у складі міста Дуга Реса.

## Населення
Населення за даними перепису 2011 року становило 270 осіб.
Динаміка чисельності населення поселення: